# Morocco World News
Morocco World News es un periódico electrónico en árabe, francés e inglés con sede en la ciudad de Nueva York. Fue fundada en 2011 por Samir Bennis y Adnane Bennis. Opera desde Rabat.

## Historia
Morocco World News fue fundada en mayo de 2011 por Samir Bennis y Adnane Bennis. Publica noticias sobre Marruecos y la región magrebí sobre una amplia gama de temas como Política, Economía, Relaciones Internacionales, Tecnología y Deportes y Sáhara Occidental. Muchas publicaciones internacionales han citado a Morocco World News como fuente de noticias, como el American Daily The Washington Post, el noticiero Al Arabiya English y British NewsNow.